# Wiszna
Wiszna (bułg. Вишна) – wieś w Bułgarii, w obwodzie Burgas, w gminie Ruen. W 2023 roku liczyła 234 mieszkańców.